# 272 Dywizja Piechoty ’40 (III Rzesza)
272 Dywizja Piechoty (niem. 272. Infanterie-Division) – niemiecka dywizja z czasów II wojny światowej, sformowana na poligonie Borne Sulinowo na mocy rozkazu z 22 maja 1940 roku, w 10. fali mobilizacyjnej w II Okręgu Wojskowym.

## Struktura organizacyjna
- Struktura organizacyjna w maju 1940 roku:

541., 542. i 543. pułk piechoty, 272. oddział artylerii, 272. kompania pionierów, 272. kompania przeciwpancerna, 272. kompania łączności;

## Dowódca dywizji
- General Hans Petri 7 VI 1940 – 5 X 1940;

## Szlak bojowy
Dywizja przez cały okres swojego istnienia przebywała w macierzystym okręgu wojskowym. Z chwilą zakończenia działań na zachodzie Europy, jednostkę rozwiązano na mocy rozkazu z 19 lipca 1940.